# Сикуочи (окръг, Тенеси)
Окръг Сикуочи (на английски: Sequatchie County) е окръг в щата Тенеси, Съединени американски щати. Площта му е 689 km², а населението – 11 370 души (2000). Административен център е град Дънлап.